# 博习医院
博习医院（Soochow Hospital）是美国南方监理会在中国苏州创办的一所西医医院。

## 歷史
美国南方监理会自1848年开始向中国派遣传教士，传教区集中在上海、苏州、常州、湖州一带。
1882年5月20日，美国监理会派遣2位刚从美国医学院毕业的医疗传教士——柏乐文（William Hector Park，1858年-1927年）和蓝华德（Walter Russell Lambuth）从纽约出发，取道英国，于12月2日在上海登陆，12月17日到达苏州。
蓝华德与柏乐文到苏州后，即在苏州城东部的天赐庄买了7亩墓地，在原有诊所的基础上创办了博习医院。1883年4月8日，医院动土起建，11月8日，博习医院正式开业。建成中式平屋８幢，分别作为门诊室，内、外科病房，手术室、戒烟室、宿舍、洗衣房及厨房。当时设病床30张。据监理会刊物称这是中国内地（不包括通商口岸）最早的一所正式西医医院。尽管当时中国社会对于西医尚难以接受，由于柏乐文善于交往，为人谦和，不久就获得当地人士的信任，在开办的第一年的门诊量即达到7,600人次，他自己也获得“柏好人”的美誉。
1884年，柏乐文回美国继续深造。1885年，蓝华德被监理会派往日本传教。1886年，柏乐文完成学业重返苏州，担任博习医院院长职务，直到1927年退休回美。
柏乐文在苏州博习医院，将许多西方最新发明的技术，例如消毒法、麻醉术、ｘ光机等介绍到中国，苏州博习医院是中国最早使用X光机的医院。
1888年，柏乐文又创办了一个医学班培养学生，当1901年3月，监理会在苏州天赐庄创建东吴大学后，该医学班在1904年归并东吴大学，筹建医学院。
1920年，柏乐文利用来自监理会、洛克菲勒基金及地方捐助的20万银元，拆除博习医院原有中式平房，兴建1幢3层半住院大楼和1幢2层门诊大楼，拥有100张床位。建筑工程于1922年春落成，是当时中国相当先进的一所西医医院，被美国外科专家评价为“如此医院全中国仅三、四处而已。”。
1927年春，柏乐文退休返回美国，同年12月14日逝世。他的骨灰被运回苏州，安葬于葑门外安乐园。
1939年，监理会与美以美会合并，改称基督教卫理公会，1941年，监理会中国传道区也改为中华基督教卫理公会的华东年议会，博习医院的隶属关系也随之发生改变。不久，太平洋战争爆发，美籍人员均被关押进集中营，医院停办。  
1951年，苏州博习医院被苏南人民行署卫生处接管，1954年6月更名为苏州市第一人民医院。1957年，成为苏州医学院附属医院。1970年代，医院西迁，旧址改办苏州卫生学校。1988年，又分出苏州医学院附属第二医院。2000年，随着苏州医学院与苏州大学合并，又改名为苏州大学附属第一医院。